# Projekt RSD32M
Das Projekt RSD32M beschreibt einen Binnen- und Küstenmotorschiffstyp.

## Geschichte
Der Schiffstyp wurde vom Marine Engineering Bureau in Odessa entworfen. Im Jahr 2019 wurden acht auf der Werft Okskaya Sudoverf in Nawaschino gebaute Einheiten abgeliefert. Der Bauvertrag war am 30. November 2017 zwischen der State Transport Leasing Company und der Bauwerft unterzeichnet worden.
Der Schiffstyp ist für die europäische Küstenschifffahrt und den Betrieb auf Flüssen und Kanälen in Russland einschließlich dem Wolga-Ostsee-Kanal und dem Wolga-Don-Kanal konzipiert. Er kann dabei in ungebrochenen Verkehren eingesetzt werden, so dass ein Umschlag der Ladungspartien am Übergang zwischen See- und Binnengewässern entfällt. Die Schiffe werden von der Reederei United Shipping Company in Moskau betrieben.

## Beschreibung
Die Schiffe werden von zwei Yanmar-Dieselmotoren des Typs 6EY22AW mit jeweils 1100 kW Leistung angetrieben. Die Motoren wirken über Getriebe auf zwei Schottel-Ruderpropeller mit Festpropeller in einer Kortdüse. Die Schiffe sind mit einem mit 120 kW Leistung angetriebenen Bugstrahlruder ausgestattet. Für die Stromerzeugung an Bord stehen drei von Volvo-Penta-Dieselmotoren des Typs D9 MG mit jeweils 160 kW Leistung angetriebene Stamford-Generatoren zur Verfügung. Weiterhin wurde ein von einem Dieselmotor mit 80 kW Leistung angetriebener Notgenerator verbaut.
Die Schiffe verfügen über drei boxenförmige Laderäume. Die Laderäume sind jeweils 27,3 m lang, 12,7 m breit und 8,55 m hoch. Ihre Gesamtkapazität beträgt 8804 m³. Die Laderäume sind mit Stapellukendeckeln verschlossen, die mit einem Lukenwagen bewegt werden können. Die Tankdecke kann mit 10 t/m², die Lukendeckel können mit 3,5 t/m² (Luke 1) bzw. 2,6 t/m² (Luke 2 und 3) belastet werden.
Die Schiffe sind für den Transport von Containern vorbereitet. Die Containerkapazität beträgt 240 TEU. Davon können 180 TEU in den Laderäumen und 60 TEU an Deck befördert werden.
Das Deckshaus befindet sich im hinteren Bereich der Schiffe. Hier stehen elf Kabinen für die Schiffsbesatzung zur Verfügung. Drei der Kabinen können mit jeweils einem zusätzlichen Bett zu Zweibettkabinen umgerüstet werden. Die Brücke ist vollständig geschlossen. Zur Unterquerung von Brücken können die Masten geklappt werden.
Am Heck befindet sich ein Freifallrettungsboot. Der Rumpf der Schiffe ist eisverstärkt (russische Eisklasse Ice1). Die Schiffe können bis zu zwanzig Tage auf See bleiben und dabei 4000 Seemeilen zurücklegen.

## Schiffe
| Projekt RSD32M    | Projekt RSD32M | Projekt RSD32M | Projekt RSD32M                                     |
| Bauname           | Baunummer      | IMO-Nummer     | Kiellegung Stapellauf Ablieferung                  |
| ----------------- | -------------- | -------------- | -------------------------------------------------- |
| Navis-1           | 3201           | 9868730        | 22. Mai 2018 12. Dezember 2018 29. Mai 2019        |
| Navis-2           | 3202           | 9868742        | 26. Juni 2018 28. Februar 2019 29. Mai 2019        |
| Navis-3           | 3203           | 9868754        | 22. August 2018 2. April 2019 3. Juli 2019         |
| Navis-4           | 3204           | 9868766        | 21. September 2018 15. Mai 2019 30. Juli 2019      |
| Navis-5           | 3205           | 9868792        | 27. November 2018 27. Juni 2019 29. August 2019    |
| Navis-6           | 3206           | 9868807        | 27. Dezember 2018 30. Juli 2019 30. September 2019 |
| Navis-7           | 3207           | 9868819        | 15. Februar 2019 30. August 2019 5. November 2019  |
| Anatoliy Nikolaev | 3208           | 9868821        | 28. März 2019 1. Oktober 2019 15. November 2019    |

Die Schiffe fahren unter der Flagge Russlands. Heimathafen ist Sankt Petersburg.